# Brunzhose

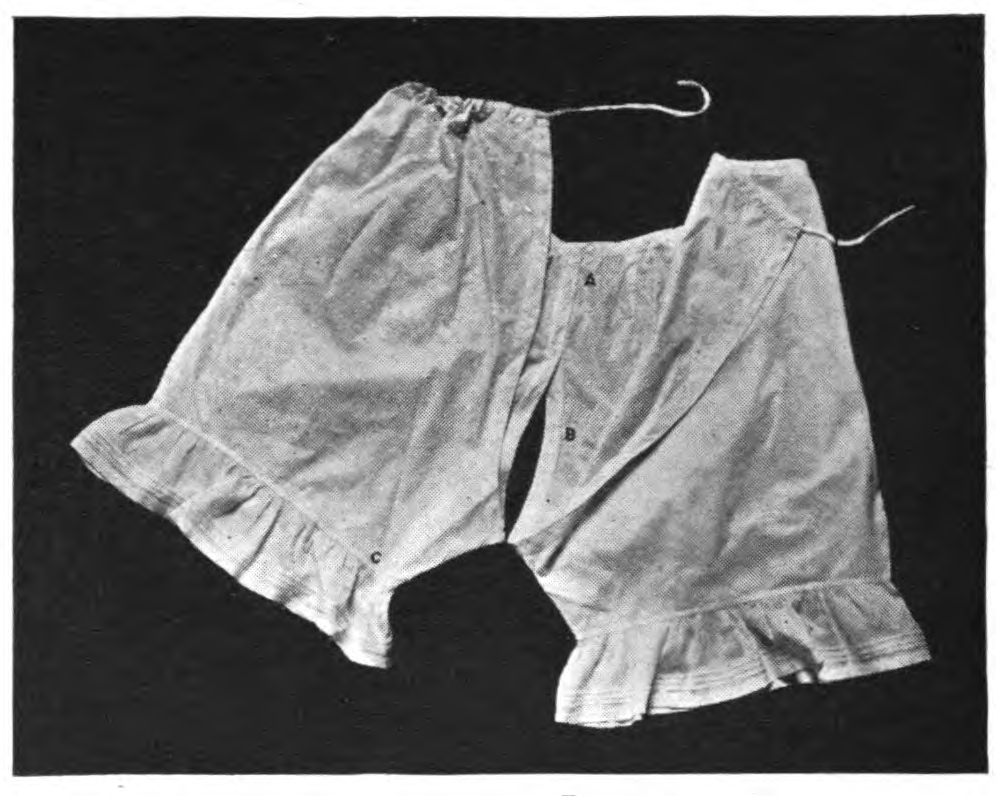
Brunzhose

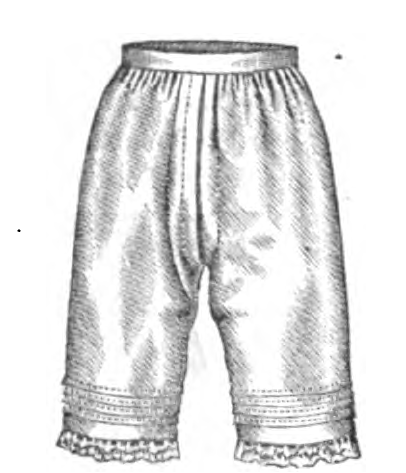
Brunzhose von 1874

Als Brunzhose oder Stehbrunzhose wurde bis ins 20. Jahrhundert eine Damenunterhose bezeichnet, die anstatt einer Naht (oder eines Zwickels) zur Verbindung der beiden Beinteile eine von vorne bis hinten reichende schlitzartige Öffnung im Schritt aufwies.

## Beschreibung
Ursprünglich trugen Frauen unter ihren Röcken gar keine Unterhosen – nur Männer trugen dieses Kleidungsstück –, und man nahm an, die fehlende Belüftung und die größere Wärme vertrage sich nicht mit der weiblichen Anatomie; zudem stellte die Beschmutzung der Unterhose bei der Menstruation ein Problem dar. Erst im 18. Jahrhundert, insbesondere mit der Krinolinenmode, kamen aus Schicklichkeitsgründen Frauenunterhosen auf.
Vor der Erfindung des elastischen Bundes (des Slips) wurden diese Unterhosen entweder mit Bändern am Bund oder, meist seitlich, mit Knöpfen geschlossen. Darüber trugen Mädchen und Frauen üblicherweise mehrere Röcke. Die Öffnung im Schritt der Unterhose ermöglichte der Trägerin das Urinieren und den Stuhlgang, ohne dafür die Unterhose kompliziert lösen und herunterziehen zu müssen. Vor allem bei Bäuerinnen war diese Schnittform der Unterhose verbreitet, da so das Wasserlassen unmittelbar bei der Feldarbeit verrichtet werden konnte. Dies ersparte den zum Teil langen Weg zur nächsten Toilette.

## Etymologie
Die Bezeichnung Brunzhose verweist auf den vor allem in Süddeutschland, Österreich und der Schweiz vorkommenden Ausdruck brunzen, eine derbe Sprachvariante des Verbs urinieren. Dessen Ursprung ist in den mittelhochdeutschen Begriffen Brunz bzw. brunzen für urinieren, Wasser abschlagen zu finden.

## Sonstiges
Zum Narrenkostüm der Figur der Berghexe Urschel, einer Gestalt aus der Pfullinger Sagenwelt, gehört unter anderem eine Stehbrunzhose.